# ينغجة كرد
ينغجة كرد هي قرية في مقاطعة مرند، إيران. عدد سكان هذه القرية هو 36 في سنة 2006.